# Чиралы

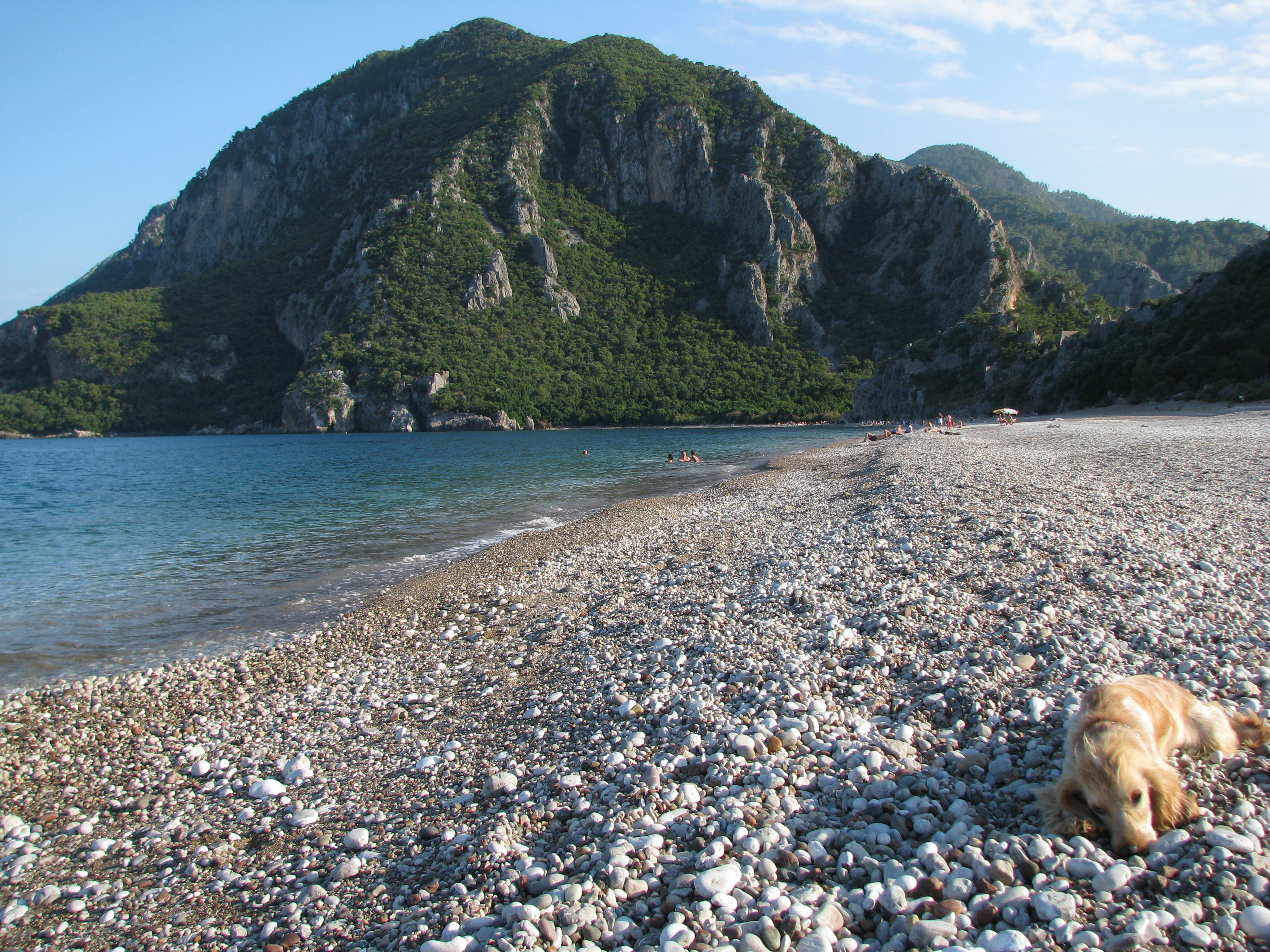
Гора Муса-Даг у южной границы пляжа Чиралы

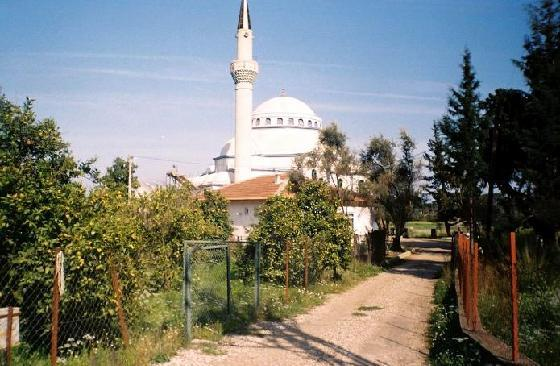
Деревенская мечеть. Призывы муэдзина слышны и в дальних концах местечка

Чиралы́ (тур. Çıralı), также используется ошибочное написание Чирали — квартал (тур. mahalle) деревни Улупинар в районе Кемер турецкой провинции Анталья. Находится на побережье Средиземного моря на территории национального парка «Бейдаглары» в восьми километрах к юго-востоку от центральной части Улупинара ближе к Анталье и Кемеру. C 1980-х годов место отдыха независимых курортников (преимущественно семей из Западной Европы), где построено около 70 малых пансионов. Галечный пляж находится под защитой Европейского агентства по окружающей среде как зона размножения морских черепах логгерхед (лат. Caretta caretta). Население занимается сельским хозяйством. Крупные отели и туроператоры отсутствуют. Плиний Старший в «Естественной истории» связывал место с мифом о Химере.

## Название
Çıralı с турецкого языка переводится как «смоляная», но также «воспламеняющаяся», что может быть связано с находящейся по соседству «горящей горой» Янарташ.

## География
Чиралы находятся в 40 км к югу от центральной застройки Кемера (в 85 км от Антальи) и занимают прибрежную низину, отрезанную от «большой земли» хребтом Бейдаглары (входит в Таврскую горную цепь). Низина имеет почти прямую береговую линию с галечным пляжем шириной до 100 м (в северной части) и протяженностью 3,2 км. Галька преимущественно состоит из песчаника и доломита с небольшой долей кварца, базальта и бурого песчаника. В дальней от воды полосе пляжа на поверхность выходит песок.
Северной границей пляжа служит скала Карабурун (Чёрный мыс), южной границей — Муса-Даг (Моисеева гора) высотой 980 м. У южного края пляжа расположен вход к руинам античного города Олимпос. Здесь впадает в море ручей Ак-Дере (Белый), а гора подходит почти вплотную к морю, отделяя Чиралы от небольшой долины Олимпоса.
Низина постепенно расширяется к северу, где расстояние от берега до подножия горы Янарташ составляет 1,5 км. У северного конца пляжа в море впадает горный ручей Улупынар (Великий Ключ), устье которого периодически перемещается. В летние месяцы Улупынар пересыхает.
Низина замыкается с запада горой Омурга и имеет легкий уклон к востоку, в сторону моря. Большинство горных образований вокруг Чиралы сложено из песчаника, Янарташ — также из серпентина.

## Планировка
В южной части вдоль пляжа устроены несколько ресторанов (летние помещения без фундаментов). Вдоль остального берега выстроены две линии малых отелей, высотой не более двух этажей. Пляж общедоступный. Жилая деревня расположена на удалении от берега в северном конце низины.
С материком Чиралы связывает единственная автомобильная дорога (7-километровая ветка от шоссе (D 400) Анталья — Кумлуджа). Она входит в южную часть местечка с западной стороны и почти сразу разветвляется на две дороги, параллельные морю. Одна из них проложена между пляжем и первой линией, другая — по второй линии через жилой сектор к подножию Янарташа.

## История
Несмотря на то, что соседний Олимпос известен со II века до нашей эры, а гору Янарташ ещё Плиний Старший связывал с мифом о Химере, не имеется свидетельств о древних или хотя бы средневековых поселениях в Чиралы.
В поздней Византии и Османской империи средиземноморский берег Малой Азии находился в запустении. Чиралы были заболочены. Современное поселение основано в 1930-е годы, но и в начале 1970-х здесь жили лишь 2 семьи пастухов.
В 1972 году Чиралы вошли в состав вновь созданного национального парка «Бейдаглары». В 1987 здесь провели осушение, после чего место стало активно заселяться, а первые открывшиеся отели составили альтернативу бюджетным молодежным пансионам Олимпоса. (В сравнении с ними размещение в Чиралы, как правило, комфортнее и дороже, а контингент в среднем старше).
Европейское агентство по окружающей среде в 1994 году включило пляж Чиралы в список защищаемых мест, где морские черепахи каретта могут откладывать яйца. В 1997—2000 годах Европейский союз спонсировал программу защиты черепах в Чиралы Турецкого общества охраны окружающей среды (DHKD) в рамках программы LIFE. Когда финансирование завершилось, местный фермер Байрам Кютле и его земляки (крестьяне, рыбаки, сотрудники туриндустрии) создали «Ассоциацию по сохранению природы и развитию Улупынара» (Ulupınar Çevre Koruma, Geliştirme ve İşletme), став турецкими пионерами гражданской защиты черепах и мест их обитания. С 2004 года ассоциация также координирует программу производства органических продуктов и экотуризма в Чиралы. Несколько местных ферм с тех пор получили сертификаты органических производителей.

## Природа

### Флора
Благодаря сочетанию моря, гор и пересеченной местности, Чиралы имеют богатый растительный мир, включая несколько эндемиков и редких видов.
Хвойный запах воздуху здесь придают пинии, особенно много их вдоль пляжа. В северной половине встречается, дополняя аромат, кедр, мирт, сандал. Растёт в Чиралы также рожковое дерево, лавр, тамариск, а на берегах ручья Улупынар — платаны.
Разнообразие цветковых включает ирис, шафран, дикую орхидею, анемону, пастушью сумку, цикламен, ромашку, тимьян. Возле пляжа попадается редкий стальник. На руинах Олимпоса весной расцветают колокольчики.
Эндемичный вид василька Centaurea Dichroa, кроме Чиралы, растёт также в Текирова. Эндемичный вид зопника с 1896 года носит имя Phlomis Chimerae. На скалах песчаника находят эндемик вербаскум вида Verbascum Spodiotrichum, а в труднодоступных местах Моисеевой горы — мордовник Echinops Onopordum.

### Морские черепахи
Самки черепах Caretta caretta в апреле-июле приплывают на пляж Чиралы по ночам для откладывания яиц. Чиралы входит в двадцатку турецких пляжей, наиболее важных для размножения каретты, хотя и уступает по количеству ежегодных кладок таким местам, как Изтузу, Чалыш, Кумлуджа, Белек и Кызылот.
Защитники черепах огораживают места кладок металлическими корзинами. Отдыхающих просят в темное время суток не зажигать на пляже огней и не производить шума. Дважды в сутки в летнее время активисты инспектируют пляж и ведут учёт кладок, а в период вылупления в июне-сентябре помогают новорожденным выбраться из кладки и дойти до воды. .
С начала XXI века количество кладок в Чиралы почти утроилось: в 2012 году их было 107, в 2023 - 121.
Турист и черепаха. Видеосюжет о Чиралы. Официальный сайт Европейского агентства по окружающей среде.

### Другая фауна
На ветвях деревьев в Чиралы иногда можно обнаружить хамелеона Chamaeleo Chamaeleon, на камнях — агаму Agama Stellioher, длиннохвостую саламандру и балканскую зелёную ящерицу. Самые многочисленные из змей — неядовитые желтобрюх и стройный полоз. К концу лета возрастает популяция жаб и квакш. На ночную охоту на грызунов выходит черноухая дикая кошка каракал. Много стрекоз и бабочек.
В дальнем от курортников северном конце пляжа строят гнёзда зелёный дятел, красноголовый сорокопут, серо-чёрная славка Рюппеля, длиннохвостые синицы, зеленушки, черноголовые поползни. У самой воды живут морские зуйки и хохлатые жаворонки. В кустах среди руин Олимпоса прячутся камышовки, а на высоких деревьях подальше от развалин — змееяды.
Интересно присутствие в Чиралы желтопоясничного бюльбюля: возможно, это самая западная точка обитания ближневосточной певчей птицы.

## Достопримечательности

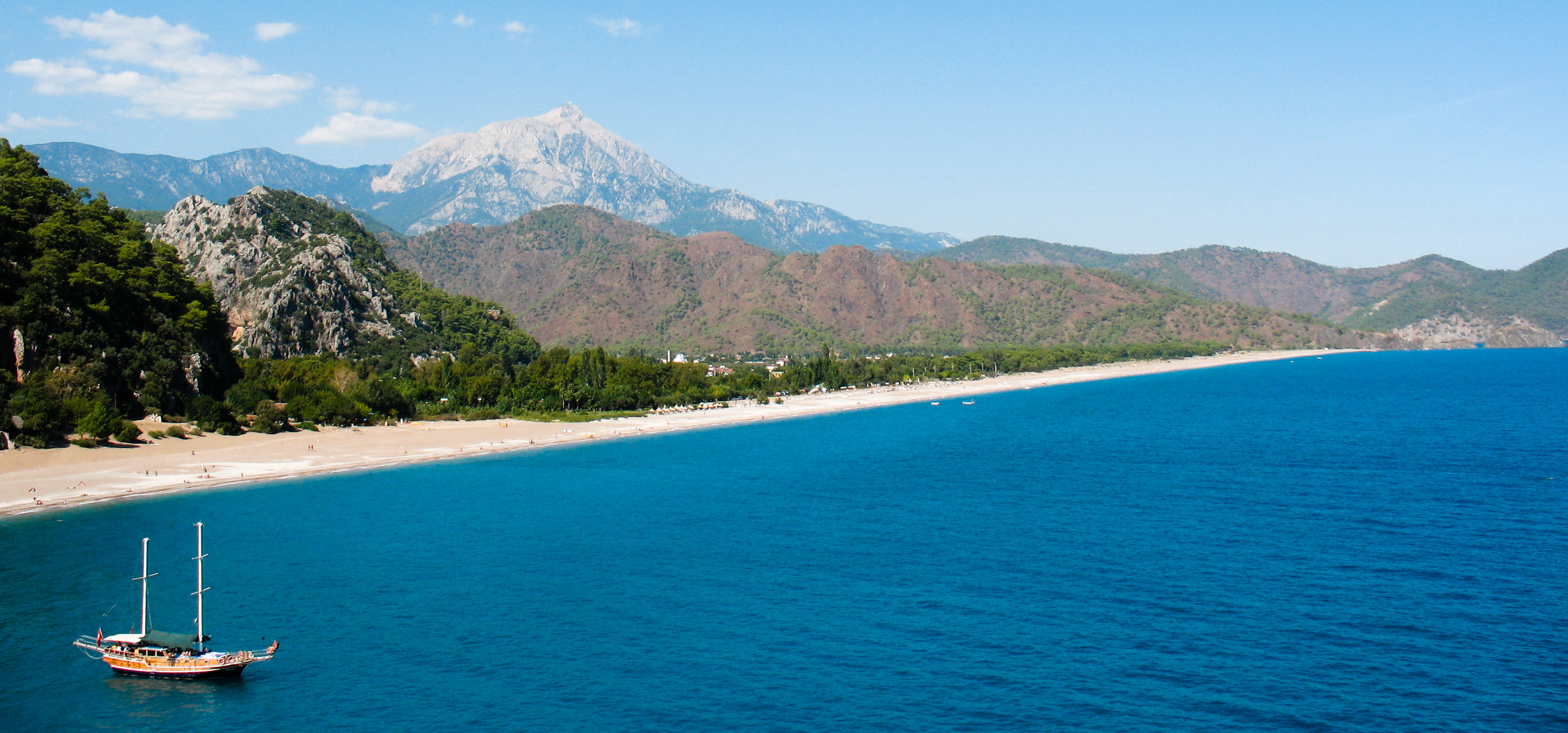
Вид на Чиралы со склона Моисеевой горы доступен участникам пеших походов до Адрасана

Очевидными объектами интереса являются двухтысячелетние развалины ликийского города Олимпос (вход у южной границы пляжа) и «самый древний вечный огонь» — природные незатухающие факелы выходящего из горной породы газа — на горе Янарташ.
Центральная часть деревни Улупынар (8 км от выезда из Чиралы по автомобильной дороге) славится фермами по выращиванию форели, искусственными водопадами на ручье Улупынар и ресторанами, устроенными в тени платанов на таких водопадах. Форель подаётся как фирменное блюдо.
Через Чиралы проходят три участка трекинговой Ликийской тропы. Самый короткий ведёт из Улупынара через Янарташ (12 км, 3 часа). Большой, но не сложный путь вдоль берега до курорта Текирова (19 км, 7 часов) проходит мимо заброшенного месторождения хрома и безлюдного пляжа Маден. Некоторой подготовки требует маршрут к заливу Адрасан (16 км, 8 часов) через Муса-Даг, с восхождением на высоту 700 метров.

## Протесты 2012 года
Скандалы, получившие широкую огласку в турецкой прессе, произошли в Чиралы в 2012 году. Акции протеста в феврале были вызваны планами Лесного управления провинции Анталья передать участок площадью 1,8 гектара в 10-летнюю аренду собственному футбольному клубу «Орманспор», играющему в третьей лиге. При этом на тренировочной базе, которую клуб собирался открыть в северном конце пляжа, были спроектированы баскетбольная и мини-футбольная площадки, буфет и место для пикника, но не футбольное поле. Вскоре после акций министр лесных и водных ресурсов Турции Вейсель Эроглу признал решение местных властей ошибкой.
Инцидент иного рода случился в мае, когда лесное управление постановило снести ряд помещений четырёх пансионов, владельцы которых не имели оформленных прав на участок. После сноса пансиона Fehim 8 мая жители перекрыли дорогу, чтобы помешать продолжению работ. В ходе незначительных стычек с жандармами 8 человек были арестованы и отпущены через несколько часов. На следующий день два десятка жительниц заняли проезжую часть в месте единственного въезда в Чиралы и на глазах у жандармов провели демонстративное двухчасовое занятие йогой под руководством тренера. По окончании акции жители собственными силами разрушили предназначенные к сносу здания: пансион Sima Peace полностью, а в Rose и Yemek отдельные помещения.